# NGC 7267
NGC 7267 é uma galáxia espiral barrada (SBa) localizada na direcção da constelação de Piscis Austrinus. Possui uma declinação de -33° 41' 36" e uma ascensão recta de 22 horas, 24 minutos e 21,5 segundos.
A galáxia NGC 7267 foi descoberta em 23 de Setembro de 1834 por John Herschel.